# Valerdina Manhonga
Valerdina Manhonga est une basketteuse mozambicaine née le 26 décembre 1980 à Namaua dans la province de Cabo Delgado.

## Carrière
Elle fait partie de l'équipe du Mozambique de basket-ball féminin avec laquelle elle participe aux championnats d'Afrique de basket-ball féminin 2005, 2007, 2009, 2011, 2013, 2015 et au championnat du monde 2014,.
En club :
- 2009-2013 : Desportivo Maputo
- 2015- : Costa do Sol

## Palmarès
- Championnat d'Afrique de basket-ball féminin 2005
- Championnat d'Afrique de basket-ball féminin 2013